# Списък с герои от Смолвил
Тази статия съдържа биографиите на главните герои в сериала „Смолвил“.
- Том Уелинг в ролята на Кларк Кент – тийнейджър с растящи способности, който често се сражава с „метеоритни изроди“ в опитите си да поправи катастрофа, за която вярва, че самият той е причинил. Сериалът се върти около Кларк и неговите връзки и приключения.

- Майкъл Роузенбаум в ролята на Александър „Лекс“ Лутър – милиардер, който е разултат от едноличното възпитание на баща си. През целия сериал се показва превръщането му от най-добър приятел на Кларк в най-омразния му враг.

- Кристин Крук в ролята на Лана Ланг – Кларк е романтично заинтересован към нея. С прогреса на епизодите тяхната връзка се променя непрекъснато.

- Алисън Мак в ролята на Клои Съливан – герой, който оригинално не се появява в комиксите, тя се превръща в сложен играч във Вселената на „Смолвил“. Любовта ѝ към изследователската журналистика често я води до разследване на Кларк, най-добрият ѝ приятел, и неговите мистериозни изчезвания. Тя най-накрая научава тайната на Кларк в четвъртия сезон.

- Анет О'Тул в ролята на Марта Кент – любящата майка на Кларк. Поради невъзможността ѝ да има деца, тя е много радостна, когато с Джонатан откриват малкия Кларк по време на метеоритния дъжд. Тя е сенатор на щата Канзас, приемайки мястото след смъртта на съпруга ѝ.

- Джон Глоувър в ролята на Лайнъл Лутър – макар оригинално да не е герой от комикса, той е един от главните герои в „Смолвил“. Бащата на Лекс се е проявявал в различни светлини в сериала. От страховит враг той се превръща в избраника на Джор-Ел. От пети сезон той пази тайната на Кларк, но собственият му син е на мнение, че Лайнъл крие истинската си природа.

- Ерика Дюранс в ролята на Лоис Лейн (сезони 4-6) – братовчедката на Клои. В началото тя се появява в Смолвил, за да разследва предполагаемата смърт на Клои. Първата ѝ среща с Кларк е в началото на четвърти сезон, и двамата веднага започват да правят опити за взаимно разбирателство. Първоначално Лоис не е заинтересована от журнализма, но помага на Клои при нейните разследвания.

- Джон Шнайдер в ролята на Джонатан Кент (сезони 1-5) – преданият баща на Кларк. Той би направил всичко, за да защити Кларк, дори да жертва себе си. Както във филма „Супермен“ от 1978 г., той умира от инфаркт в пети сезон, в епизод 100 на сериала.

- Сам Джоунс III в ролята на Пит Рос (сезони 1-3) – най-добрият приятел на Кларк. Семейството му е загубило бизнеса си, защото са били измамени от Лайнъл Лутър. След като случайно открива космическия кораб на Кларк и научава тайната му, Пит я пази с живота си в продължение на два сезона, след което заминава за Уичита с майка си.

- Ерик Джонсън в ролята на Уитни Фордман (сезон 1) – звездата-защитник на футболния отбор и приятелят на Лана в първия сезон на сериала. В началото той не харесва Кларк, но в края на сезона двамата пренебрегват различията си. В края на първи сезон Уитни заминава на обучение за морската флота. Той се появява в един епизод от втори сезон, когато е убит по време на акция.

- Дженсън Екълс в ролята на Джейсън Тийг (сезон 4) – приятелят на Лана от Париж. Той идва с Лана в Смолвил, където в началото на сезона си намира работа като футболен треньор в гимназията на Смолвил. Джейсън и майка му Женавив търсят трите криптонски елемента и се опитват да пожертват живота на Лана, докато тя е овладяна от преродилата се вещица Изабел Торо. В края на сезона Джейсън взима Джонатан и Марта Кент за заложници във фермата им, след което умира по време на втория метеоритен дъжд.